# Castillo Grey Towers
El castillo Grey Towers es una edificación neogótica situada en el campus de la Arcadia University, en Glenside (Pensilvania), Estados Unidos.
El castillo fue diseñado por Horace Trumbauer y construido a partir de 1893 como la finca de William Welsh Harrison, un magnate azucarero copropietario de la Franklyn Sugar Refining Company. La universidad, entonces denominada Beaver College y ubicada en las cercanías de Jenkintown, compró la finca en 1929 a la viuda tras la muerte de Harrison en 1927. Las clases dictadas en la universidad se dividieron entre los dos lugares hasta 1962, cuando la escuela trasladó todas sus operaciones a la zona de Glenside. El castillo fue designado Hito Histórico Nacional en 1985.
Actualmente en el castillo se ofrecen actividades como eventos sociales, musicales, visuales y literarios. Programas educativos para promover la conservación de las escuelas y artes, y otro tipo de eventos como charlas y paseos públicos. También se ofrecen a la venta artículos relacionados con la historia del castillo como libros, textiles y cuadros artísticos. El castillo promueve constantemente la preservación forestal de la zona y ejerce como una sociedad encaminada a la prestación de los servicios necesarios a toda la comunidad.

## Diseño
El castillo está diseñado de una manera muy ecléctica pero elegante, inspirándose en una variedad de estilos, épocas y edificios. La casa está construida en piedra gris extraída de la cercana Chesnut Hill, y piedra caliza proveniente de Indiana para las molduras de ventanas, puertas, almenas y gárgolas. Los interiores del castillo reflejan diversos estilos franceses que van desde el Renacimiento al Luis XV. La biblioteca, ahora la oficina del Presidente, y el comedor, ambos en el lado sur de la Gran Sala, contienen muchos elementos que recuerdan la decoración renacentista francesa. Los gabinetes de madera de nogal y yeso en la biblioteca, las columnas y el techo se inspiraron en el interior del palacio de Fontainebleau. La Gran Sala central se eleva los tres pisos hasta un techo abovedado y dorado.
Una vez finalizada, Grey Towers era una de las mayores mansiones del país, con cuarenta habitaciones y tres pisos. El estilo ecléctico y grandioso llamó la atención sobre su joven arquitecto, Horace Trumbauer, de veintitrés años, que comenzó así una exitosa carrera en Filadelfia.

## Campus universitario
El campus de la universidad de Arcadia se encuentra ubicado en el castillo. La edificación fue declarada "Monumento Histórico Nacional" en 1985, y es muy apreciada por los estudiantes y el personal de la Universidad. Hay muchas historias y mitos que rodean el edificio y la familia Harrison. Según la leyenda, el señor Harrison y su esposa no se llevaban bien, y, finalmente, cada uno vivía en su propio lado de la casa. El señor Harrison se cree que mantuvo relaciones con muchos sirvientes varones. En una de las habitaciones del tercer piso, un espejo encima de la chimenea tuvo que ser sustituido debido a una gran grieta. Sin embargo, cada vez que se sustituye se rompe poco después. El castillo alberga actualmente las Oficinas de Admisiones, Gestión de inscripción y de ayuda financiera, y la oficina del presidente. La mayoría de las habitaciones en la tercera planta se utilizan como alojamiento para estudiantes.